# Futbol'nyj Klub Spartak Moskva 2012-2013
Questa voce raccoglie le informazioni riguardanti lo Spartak Mosca nelle competizioni ufficiali della stagione 2012-2013.

## Stagione
In campionato raggiunse il quarto posto che gli valse la qualificazione all'UEFA Europa League 2013-2014.
In Champions League ottenne la qualificazione alla fase a gironi dove finì ultima.

## Rosa
| N. |                      | Ruolo | Calciatore         |
| -- | -------------------- | ----- | ------------------ |
| 2  | Argentina (bandiera) | D     | Juan Insaurralde   |
| 3  | Russia (bandiera)    | D     | Sergej Bryzgalov   |
| 5  | Argentina (bandiera) | D     | Nicolás Pareja     |
| 6  | Brasile (bandiera)   | C     | Rafael Carioca     |
| 7  | Russia (bandiera)    | C     | Kirill Kombarov    |
| 8  | Irlanda (bandiera)   | C     | Aiden McGeady      |
| 9  | Brasile (bandiera)   | A     | Ari                |
| 10 | Russia (bandiera)    | A     | Artëm Dzjuba       |
| 12 | Armenia (bandiera)   | A     | Yura Movsisyan     |
| 14 | Russia (bandiera)    | A     | Pavel Jakovlev     |
| 15 | Russia (bandiera)    | D     | Sergej Paršivljuk  |
| 17 | Rep. Ceca (bandiera) | D     | Marek Suchý        |
| 18 | Russia (bandiera)    | D     | Il'ja Kutepov      |
| 19 | Spagna (bandiera)    | C     | José Manuel Jurado |
| 21 | Svezia (bandiera)    | C     | Kim Källström      |
| 22 | Russia (bandiera)    | A     | Aleksandr Kozlov   |
| 23 | Russia (bandiera)    | C     | Dmitrij Kombarov   |

| N. |                    | Ruolo | Calciatore            |
| -- | ------------------ | ----- | --------------------- |
| 25 | Russia (bandiera)  | C     | Dinijar Biljaletdinov |
| 28 | Ghana (bandiera)   | A     | Majeed Waris          |
| 29 | Nigeria (bandiera) | A     | Emmanuel Emenike      |
| 30 | Russia (bandiera)  | P     | Sergej Pes'jakov      |
| 31 | Ucraina (bandiera) | P     | Andrij Dykan'         |
| 32 | Russia (bandiera)  | P     | Artem Rebrov          |
| 33 | Italia (bandiera)  | D     | Salvatore Bocchetti   |
| 34 | Russia (bandiera)  | D     | Evgenij Makeev        |
| 37 | Brasile (bandiera) | C     | Rômulo                |
| 44 | Russia (bandiera)  | D     | Soslan Gatagov        |
| 45 | Russia (bandiera)  | D     | Aleksandr Putsko      |
| 49 | Georgia (bandiera) | C     | Jano Ananidze         |
| 51 | Russia (bandiera)  | C     | Dmitrij Kajumov       |
| 55 | Russia (bandiera)  | D     | Nikolai Fadeyev       |
| 90 | Croazia (bandiera) | C     | Ognjen Vukojević      |
| 94 | Armenia (bandiera) | C     | Aġvan Papikyan        |

## Risultati

### Campionato
| Vladikavkaz 21 luglio 2012 1ª giornata | Alanija Vladikavkaz | 1 – 2 referto | Spartak Mosca | Respublikanskij stadion Spartak |

| Mosca 29 luglio 2012 2ª giornata | Spartak Mosca | 2 – 1 referto | Volga Nižnij Novgorod | Stadio Lužniki |

| Chimki 5 agosto 2012 3ª giornata | Dinamo Mosca | 0 – 4 referto | Spartak Mosca | Arena Chimki |

| San Pietroburgo 11 agosto 2012 4ª giornata | Zenit San Pietroburgo | 5 – 0 referto | Spartak Mosca | Stadio Petrovskij |

| Mosca 18 agosto 2012 5ª giornata | Spartak Mosca | 2 – 1 referto | Rubin | Stadio Lužniki |

| Groznyj 25 agosto 2012 6ª giornata | Terek Groznyj | 2 – 1 referto | Spartak Mosca | Achmat-Arena |

| Mosca 2 settembre 2012 7ª giornata | Lokomotiv Mosca | 2 – 1 referto | Spartak Mosca | Stadio Lokomotiv |

| Krasnodar 15 settembre 2012 8ª giornata | Kuban' | 2 – 2 referto | Spartak Mosca | Stadio Kuban' |

| Mosca 23 settembre 2012 9ª giornata | Spartak Mosca | 3 – 1 referto | Rostov | Stadio Lužniki |

| Perm' 29 settembre 2012 10ª giornata | Amkar Perm' | 1 – 3 referto | Spartak Mosca | Stadio Zvezda |

| Mosca 7 ottobre 2012 11ª giornata | Spartak Mosca | 0 – 2 referto | CSKA Mosca | Stadio Lužniki |

| Machačkala 20 ottobre 2012 12ª giornata | Anži | 2 – 1 referto | Spartak Mosca | Stadio Dinamo |

| Mosca 27 ottobre 2012 13ª giornata | Spartak Mosca | 2 – 0 referto | Mordovija | Stadio Lužniki |

| Samara 3 novembre 2012 14ª giornata | Kryl'ja Sovetov Samara | 0 – 5 referto | Spartak Mosca | Stadio Metallurg (Samara) |

| Mosca 11 novembre 2012 15ª giornata | Spartak Mosca | 2 – 0 referto | Krasnodar | Stadio Lužniki |

| Nižnij Novgorod 17 novembre 2012 16ª giornata | Volga Nižnij Novgorod | 1 – 1 referto | Spartak Mosca | Stadio Lokomotiv |

| Mosca 25 novembre 2012 17ª giornata | Spartak Mosca | 1 – 5 referto | Dinamo Mosca | Stadio Lužniki |

| Mosca 30 novembre 2012 18ª giornata | Spartak Mosca | 2 – 4 referto | Zenit San Pietroburgo | Stadio Lužniki |

| Kazan' 10 dicembre 2012 19ª giornata | Rubin | 0 – 1 referto | Spartak Mosca | Stadio Centrale di Kazan' |

| Mosca 10 marzo 2013 20ª giornata | Spartak Mosca | 3 – 1 referto | Terek Groznyj | Stadio Lužniki |

| Mosca 16 marzo 2013 21ª giornata | Spartak Mosca | 0 – 0 referto | Lokomotiv Mosca | Stadio Lužniki |

| Mosca 31 marzo 2013 22ª giornata | Spartak Mosca | 2 – 2 referto | Kuban' | Stadio Lužniki |

| Rostov sul Don 6 aprile 2013 23ª giornata | Rostov | 1 – 0 referto | Spartak Mosca | Stadio Olimp-2 |

| Mosca 14 aprile 2013 24ª giornata | Spartak Mosca | 2 – 0 referto | Amkar Perm' | Stadio Lužniki |

| Mosca 21 aprile 2013 25ª giornata | CSKA Mosca | 2 – 2 referto | Spartak Mosca | Stadio Lužniki |

| Mosca 28 aprile 2013 26ª giornata | Spartak Mosca | 2 – 0 referto | Anži | Stadio Lužniki |

| Saransk 3 maggio 2013 27ª giornata | Mordovija | 2 – 1 referto | Spartak Mosca | Start Stadion |

| Mosca 10 maggio 2013 28ª giornata | Spartak Mosca | 1 – 1 referto | Kryl'ja Sovetov Samara | Stadio Lužniki |

| Krasnodar 18 maggio 2013 29ª giornata | Krasnodar | 0 – 1 referto | Spartak Mosca | Stadio Kuban' |

| Mosca 26 maggio 2013 30ª giornata | Spartak Mosca | 2 – 0 referto | Alanija Vladikavkaz | Stadio Ėduard Strel'cov |

### Coppa di Russia
| Belgorod 26 settembre 2012 Sedicesimi di finale | Saljut Belgorod | 1 – 2 referto | Spartak Mosca | Stadio Centrale Saljut |

| Rostov sul Don 30 ottobre 2012 Ottavi di finale | Rostov | 0 – 0 referto | Spartak Mosca | Stadio Olimp-2 |

### Champions League
| Arbitro: | Martin Atkinson |

|                             |           |          |
| Emenike 59’ D. Kombarov 69’ | Marcatori | 65’ Kuyt |

| Arbitro: | Felix Brych |

|         |           |        |
| Sow 69’ | Marcatori | 6’ Ari |

| Arbitro: | Milorad Mažić |

|                          |           |                                  |
| Tello 14’ Messi 72’, 80’ | Marcatori | 30’ (aut.) Dani Alves 59’ Rômulo |

| Arbitro: | Tony Chapron |

|                  |           |                                            |
| Emenike 41’, 48’ | Marcatori | 12’ Hooper 71’ (aut.) Kombarov 90’ Samaras |

| Arbitro: | Mark Clattenburg |

|                                     |           |          |
| Rafael Carioca 3’ Jardel 42’ (aut.) | Marcatori | 33’ Lima |

| Arbitro: | Florian Meyer |

|                  |           |  |
| Cardozo 55’, 69’ | Marcatori |  |

| Arbitro: | Ivan Bebek |

|  |           |                          |
|  | Marcatori | 16’ Alves 27’, 39’ Messi |

| Arbitro: | Felix Brych |

|                               |           |         |
| Hooper 21’ Commons 84’ (rig.) | Marcatori | 39’ Ari |